# Мартін Ландт-Гаєн
Мартін Ландт-Гаєн (нім. Martin Landt-Hayen; 3 листопада 1920, Фленсбург — 13 січня 2005) — німецький офіцер-підводник, оберлейтенант-цур-зее резерву крігсмаріне (1 січня 1944).

## Біографія
В 1939 році вступив на флот. 5-6 квітня 1944 року командував підводним човном U-9 під час його переходу з Севастополя в Констанцу. З 7 квітня по липень 1944 року — командир U-24, на якому здійснив 1 похід (29 днів у морі). 12 травня 1944 року потопив радянський патрульний катер СКА-0376; 20 з 21 членів екіпажу загинули. З 2 лютого по 3 травня 1945 року — командир U-4705.